# غلدستة (إسلام شهر)
غلدستة (بالفارسية: گلدسته) هي قرية تقع في قسم فيروزبهرام الريفي (مقاطعة اسلام شهر) في إيران. يقدر عدد سكانها بـ 8,537 نسمة .